# Bisdom Namibe
Het bisdom Namibe (Latijn: Dioecesis Namibana) is een rooms-katholiek bisdom met als zetel Moçâmedes, voorheen Namibe geheten, hoofdstad van de provincie Namibe in Angola. Het bisdom is suffragaan aan het aartsbisdom Lubango. 

## Geschiedenis
Het bisdom werd opgericht op 21 maart 2009, uit delen van het aartsbisdom Lubango. 

## Parochies
Het bisdom had in 2021 een oppervlakte van 57.091 km2 en telde 1.554.750 inwoners waarvan 27,6% rooms-katholiek was.

## Bisschoppen
- Mateus Feliciano Augusto Tomás (21 maart 2009 - 30 oktober 2010)
- Dionísio Hisiilenapo (8 juli 2011 - heden)